# Anonymous (film)
Anonymous è un film del 2011 diretto da Roland Emmerich e scritto da John Orloff, con protagonisti Rhys Ifans, Vanessa Redgrave e Rafe Spall.
Il film si basa sulla controversia dell'attribuzione delle opere di Shakespeare, secondo la quale le opere del drammaturgo sarebbero in realtà state scritte da un aristocratico elisabettiano, Edward de Vere, diciassettesimo conte di Oxford. Il film parla della vita di Edward de Vere dalla sua infanzia fino alla vecchiaia, vista attraverso gli occhi del poeta Ben Jonson e attraverso vari flashback.

## Trama
Il nobile Edward de Vere è un bambino prodigio nel campo della letteratura fin dall'età di nove anni e si esibisce a corte in una prima versione della commedia Sogno di una notte di mezza estate nel ruolo di Puck, da lui stesso scritta, davanti ad una giovane regina Elisabetta I che ne è deliziata. Dopo la morte dei genitori, il ragazzo viene cresciuto in casa di William Cecil, primo consigliere della regina, in un clima puritano e repressivo.
Anni dopo, il giovane De Vere uccide un uomo (in un modo che ricorda l'omicidio di Polonio nell'Amleto) e Cecil ne approfitta per ricattarlo, costringendolo a sposare sua figlia Anne e a rinunciare alla scrittura. In seguito De Vere diventa l'amante della regina generando, senza saperlo, un figlio illegittimo che viene dato in adozione e diventa Henry Wriothesly, III conte di Southampton. Le opere di De Vere non vengono mai pubblicate, dal momento che il teatro è considerato disdicevole e viene ostacolato dalla censura dei potenti burocrati di corte, che temono la satira contro il potere. De Vere inoltre trascura il proprio patrimonio, assai ingente in origine ma già ridotto dai prelievi di Cecil, preferendo agli affari la letteratura, e andando sempre più verso la rovina economica. Gli viene inoltre proibito di frequentare la corte non godendo più dei favori della regina Elisabetta: ella, infatti, è appassionata di teatro ma ha bisogno di un consigliere devoto e competente, sia pur puritano e repressivo come Cecil, in quanto, proprio come avvenuto storicamente, rischia in continuazione dei complotti da parte della regina di Scozia Maria Stuart, sostenuta da quella parte della nobiltà inglese ancora legata al Cattolicesimo.
Nonostante ciò, verso la fine dell'età elisabettiana, Edward trova un modo per mettere in scena le sue opere: attribuire il suo lavoro ad un altro. Chiama pertanto un giovane e promettente poeta, Ben Jonson, e lo convince ad accettare, imponendogli il segreto sul loro accordo. Jonson tuttavia disdegna il compito assegnatogli, preferendo impegnarsi nella scrittura delle proprie opere. In tal modo i manoscritti di De Vere vengono in mano ad un semplice attore, quasi illetterato, di nome William Shakespeare, che decide di presentare come proprie le opere, che godono di un successo crescente sia tra il popolo che frequenta sempre di più teatri sia a corte, appunto perché la regina è rimasta una grande appassionata di teatro.
De Vere nel frattempo continua a fornire i manoscritti di altre sue opere a Jonson, affinché vengano rappresentate in teatro e godute dal pubblico seppure col nome di Shakespeare, il quale nel frattempo è divenuto comproprietario di un teatro, il Globe. Anche la censura di stato sembra risparmiare il teatro di Shakespeare ma gli altri drammaturghi e commediografi iniziano a provare invidia per il successo del nuovo autore; tra questi vi è Christopher Marlowe, che in segreto fa la spia per conto delle autorità. Marlowe capisce che né Shakespeare, né Ben Jonson sono i veri autori di queste opere eccezionali, scoprendo infine che si tratta del diciassettesimo conte di Oxford; cosicché cerca di ricattare prima Jonson poi Shakespeare per ottenere denaro, ma poco dopo viene trovato morto. A sua volta Shakespeare si presenta a De Vere e gli estorce forti somme per continuare ad impersonare l'autore e mantenere il segreto.
A far da cornice a queste vicende vi sono gli intrighi storici tra la famiglia Tudor e la famiglia Cecil per decidere il successore della regina Elisabetta I, e in particolare i retroscena della cosiddetta "cospirazione di Essex" da parte di Robert Devereux, II conte d'Essex nel 1601. Essex, partito per l'Irlanda a sedare una rivolta insieme a Henry figlio di Edward e della regina, viene accusato di tradimento contro la regina a causa di un inganno tesogli da Robert Cecil. Decisi a marciare contro Cecil, Robert e Henry chiedono aiuto a Edward, il quale prima scrive il Riccardo III rappresentandolo gobbo (come Robert Cecil) e poi chiede a Shakespeare di rappresentarlo al Globe in modo da incitare la folla alla rivolta contro il consigliere della regina.
Il piano funziona ma Ben Jonson, geloso della fama non meritata che si sta guadagnando Will, fa la spia alla Torre. In questo modo Cecil riesce a sedare la folla e a sconfiggere Essex facendolo accusare di insurrezione e tradimento contro la regina. De Vere riesce a convincere Elisabetta a far giustiziare solo Robert (che storicamente sceglie di farsi giustiziare per non umiliarsi di fronte alla regina) ma non Henry, promettendole di mantenere il silenzio sulle vere origini del giovane nobile. La regina prende commiato da Edward dicendogli che non vedrà mai il proprio nome sulle sue commedie e non sarà più ammesso alla sua corte; Edward accetta, pur avendo scoperto - da Robert Cecil, che lo ha sempre odiato - di essere egli stesso figlio di Elisabetta I (quand'ella era molto giovane e non ancora regina) e quindi di aver commesso non intenzionalmente incesto con la madre.
Dopo la morte della regina, James di Scozia diventa sovrano col nome di Giacomo I, anche se le speranze di Cecil per l'instaurazione di un regime più puritano vanno in frantumi quando il nuovo re esprime il desiderio di vedere più opere di Shakespeare; quest'ultimo si ritira col suo maltolto a Stratford per diventare un uomo d'affari, mentre de Vere muore nel 1604 dopo avere affidato i suoi preziosi manoscritti a un pentito Ben Jonson. Cecil tuttavia desidera ancora i manoscritti per distruggerli ma ci rinuncia perché li crede bruciati dopo un incendio che devasta il Globe, mentre Jonson scopre in seguito che sono sopravvissuti alle fiamme. Tuttavia, la 'verità' che Edward de Vere, non il quasi analfabeta Shakespeare, è il loro vero autore è destinata a rimanere nascosta in quanto Shakespeare non oserà mai negare che le opere non erano sue.

## Distribuzione
Il primo trailer ufficiale del film è stato distribuito da Yahoo! Movies il 7 aprile 2011, mentre il trailer in lingua italiana è stato messo online il 27 settembre dello stesso anno.
Il film è stato proiettato in anteprima mondiale l'11 settembre 2011 al Toronto International Film Festival ed è stato distribuito in Canada, Irlanda, Regno Unito e Stati Uniti d'America a partire dal 28 ottobre. In Italia è stato distribuito nelle sale a partire dal 18 novembre.

## Controversie
In un'intervista del novembre del 2011 al Wall Street Journal il professore universitario e studioso di Shakespeare James Shapiro, accusò pesantemente il regista germano-statunitense Roland Emmerich, reo, a suo dire, di avere avuto l'ardire di rielaborare una teoria vecchia di 90 anni, formulata per la prima volta da J. Thomas Looney nel 1920 nel libro Shakespeare identified, teoria per la quale sarebbe Edward de Vere, nobiluomo dell'epoca e poeta di minor fama, e non l'attore originario di Stratford-upon-Avon, il vero autore delle opere di William Shakespeare.
Lo stesso Emmerich rispose altrettanto pesantemente al professore.